# Erliquiose monocítica humana
Erliquiose monocítica humana (HME) é uma forma de erliquiose associada à Ehrlichia chaffeensis.
A bactéria é um parasita intracelular obrigatório, afetando monócitos e macrófagos.

## Ecologia e epidemiologia
Nos Estados Unidos, HME ocorre através do centro-sul, sudeste, e estados da costa leste, regiões onde o cariacu (Odocoileus virginianus) e Amblyomma americanum ocorrem.
HME ocorre na Califórnia, em Ixodes pacificus e Dermacentor variabilis.
Cerca de 600 casos foram reportados ao CDC em 2006.  Em 2001-2002, a incidência foi maior no Missouri, Tennessee e Oklahoma, principalmente em idosos com mais de 60 anos.

## Sintomas
Os sintomas mais comuns são febre, dor de cabeça, mal-estar  e dor muscular (mialgia).  Comparada com a erliquiose granulócita humana, erupções cutâneas são mais comuns.  Anormalidades laboratoriais incluem trombocitopenia e leucopenia.
A gravidade da doença varia desde assintomática até causar o risco de vida. Septicemia pode ocorrer em pacientes imunodeprimidos.

## Diagnóstico
A exposição ao carrapato geralmente é negligenciada. Para pacientes em que passam muito tempo expostos em regiões com alta incidência da doença, é necessário uma maior desconfiança.
A detecção da Ehrlichia pode não ocorrer em período agudo.  PCR é a ferramenta mais adequada para se fazder o diagnóstico.

## Tratamento
Se há suspeita de erliquiose, o tratamento não pode ser adiado enquanto se espera uma confirmação laboratorial, e uma terapia com doxiciclina deve ser associada para se melhorar o prognóstico.
O tratamento durante início da gravidez é problemático.
Rifampicina tem sido usado durante a gravidez em pacientes alérgicos à doxiciclina.